# This Is Love (chanson de Demy)
Pour les articles homonymes, voir This Is Love.
Chansons représentant la Grèce au Concours Eurovision de la chanson
Utopian Land
(2016) Óniró mou
(2018)
This Is Love (en français « C'est l'amour ») est la chanson de Demy qui représentera la Grèce au Concours Eurovision de la chanson 2017 à Kiev, en Ukraine.